# Argentina (género)
Argentina es un género de peces marinos de la familia de los argentínidos.

## Lista de las especies
Existen 13 especies:
- Argentina aliceae (Cohen y Atsaides, 1969) - Argentina alicia.
- Argentina australiae (Cohen, 1958)
- Argentina brasiliensis (Kobyliansky, 2004)
- Argentina brucei (Cohen y Atsaides, 1969) - Argentina de Bruce.
- Argentina elongata (Hutton, 1879)
- Argentina euchus (Cohen, 1961)
- Argentina georgei (Cohen y Atsaides, 1969)
- Argentina kagoshimae (Jordan y Snyder, 1902)
- Argentina sialis (Gilbert, 1890) - Argentina, Argentina del Pacífico, Pez-plata o Pejerrey.
- Argentina silus (Ascanius, 1775) - Sula, Pez-plata o Tomasa.
- Argentina sphyraena; especie tipo (Linnaeus, 1758) - Sula de altura, Pez-plata, Argentina, Abishoya, Peón, Pigudo o Polido.
- Argentina stewarti (Cohen y Atsaides, 1969)
- Argentina striata (Goode y Bean, 1896) - Argentina rayada o Argentina estriada.

Además de tres extintas:
- †Argentina antarctica (Schwarzhans, 2016).
- †Argentina longirostris (Schwarzhans, 2003).
- †Argentina tricrenulata (Stinton, 1965), anteriormente conocida como Argentina erratica (Roedel, 1930).